# Maynard Ferguson

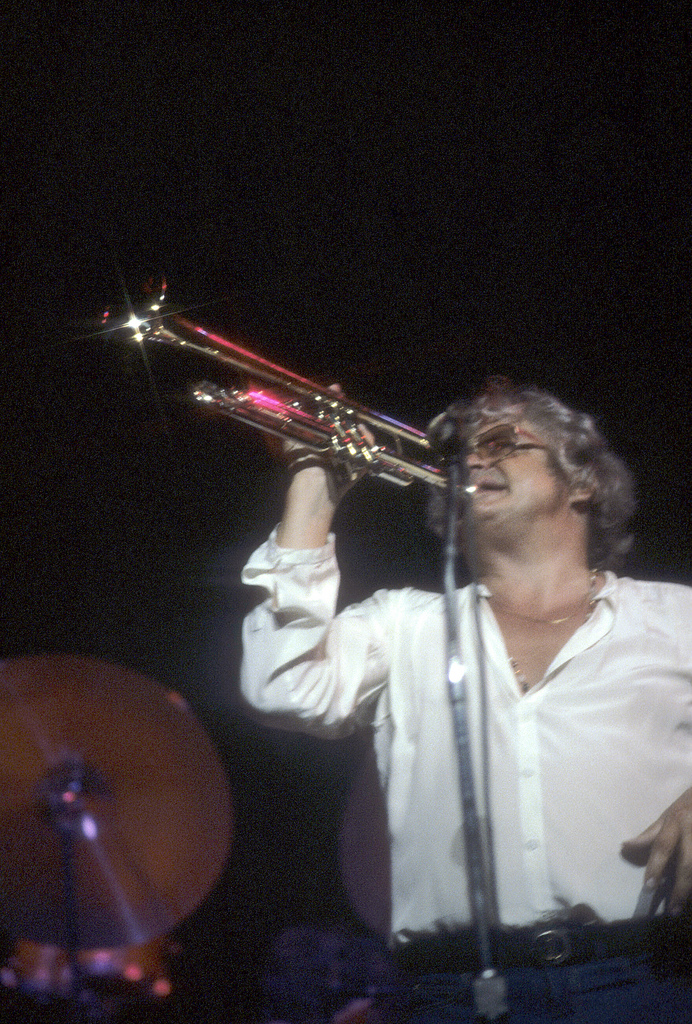
Maynard Ferguson, San Francisco 1978

Maynard Ferguson, född 4 maj 1928 i Verdun, Montréal i Québec, Kanada, död 23 augusti 2006 i Ventura, Ventura County, Kalifornien, USA, var en jazztrumpetare och bandledare. Han blev känd när han spelade i Stan Kentons orkester, innan han skapade sitt eget band år 1957.

## Biografi
Under mycket unga år spelade Maynard fiol och piano. Senare utvecklade han egna instrument, superbone - en slags kombinerad trumpet och trombon. Han var sällan en kritikerfavorit, men mycket välkänd i trumpetkretsar.
I mitten på 60-talet flyttade Ferguson till Storbritannien, mest för att kunna utvecklas som musiker och utveckla musiken.
Maynard Ferguson var mest känd för att spela höga toner, och spelade leadtrumpet i Stan Kenton. Han tog ledigt fyrstrukna C och blev också känd för att göra en version av temat ur filmen Rocky.
I de band som Maynard Ferguson under senare år formerade, ingick ofta unga förmågor som han tyckte skulle komma fram.